# King Kong (film 2005)
King Kong è un film del 2005 co-scritto, diretto e co-prodotto da Peter Jackson. Secondo remake del film omonimo del 1933, è interpretato da Naomi Watts, Jack Black, Adrien Brody e, tramite motion capture, da Andy Serkis nei panni di King Kong.
Le riprese si sono svolte in Nuova Zelanda da settembre 2004 a marzo 2005. Con un budget di 207 milioni di dollari, fu il film più costoso dell'epoca. Il film è stato distribuito il 14 dicembre 2005 nelle sale negli USA, mentre in Italia e in gran parte d'Europa la pellicola è stata distribuita nelle sale il 16 dicembre dello stesso anno. Con un incasso di oltre 550 milioni di dollari, divenne il quarto film con il maggior incasso nella storia della Universal Pictures all'epoca, e il quinto film di maggior incasso del 2005. Ha anche incassato ulteriori 100 milioni di dollari con le vendite in home video.
King Kong è stato acclamato dalla critica ed è apparso in diverse classifiche dei dieci film migliori del 2005. Il film è stato elogiato per i suoi effetti speciali, le performance, il senso dello spettacolo e il confronto con l'originale del 1933, anche se alcune critiche si sono concentrate sull'eccessiva durata di tre ore. Ha vinto tre premi Oscar su quattro candidature: miglior sonoro, miglior montaggio sonoro e migliori effetti speciali. Nel 2007 la Visual Effects Society lo inserì al 38º posto dei 50 film più influenti nel campo degli effetti visivi, mentre nel 2008, la rivista Empire lo inserì nella lista dei 500 film migliori della storia. Un videogioco basato sul film uscì lo stesso anno e fu anch'esso un successo commerciale e di critica.
Un sequel del film entrò in sviluppo nel 2013, ma il progetto venne abbandonato dopo che i diritti di King Kong vennero acquisiti dalla Warner Bros., la quale distribuì un reboot del franchise intitolato Kong: Skull Island (2017) come secondo capitolo del MonsterVerse.

## Trama
New York City, 1933. Durante la grande depressione, l'attrice di vaudeville Ann Darrow perde il lavoro. Presto sarà assunta da Carl Denham, un eccentrico e poco affidabile regista in crisi produttiva che la convince ad essere la protagonista del suo nuovo lungometraggio esotico a fianco del famoso Bruce Baxter con promesse di successo e denaro. Ann accetta quando le viene aggiunto che il copione è scritto da Jack Driscoll, un drammaturgo che lei ammira. La troupe di Denham si imbarca nella nave cargo SS Venture, partendo verso l'Oceano Pacifico. La ciurma dell'SS Venture, capitanata dal Capitano Englehorn, scopre il vero obiettivo di Denham: girare il suo film nell'Isola del Teschio, una misteriosa e leggendaria terra non segnata sulle carte di navigazione.
Dopo diversi giorni di navigazione, durante i quali tra Ann e Jack nasce del tenero, la nave arriva all'Isola del Teschio, circondata da una fittissima nebbia. Jack, Carl, Baxter, Ann, Preston (l'assistente di Carl), Mike (il fonico), Herb (il cameraman) e un paio di marinai scendono a terra per esplorare il luogo, raggiungendo un villaggio deserto ai piedi di un'altissima e gigantesca muraglia. Improvvisamente il gruppo viene attaccato da dei selvaggi indigeni: Mike viene trafitto da una lancia, un marinaio rimane ucciso con una brutale mazzata al cranio e Jack viene stordito da un colpo. Ann urla terrorizzata e immediatamente, da dietro la muraglia, si ode un fortissimo e temibile ruggito. La sciamana del villaggio inizia ad indicare Ann mormorando la parola "Kong" quando anche Carl sta per essere ucciso ma spunta il Capitano Englehorn che salva il gruppo uccidendo a colpi di pistola alcuni nativi, mettendo così in fuga gli altri. Quella sera, proprio mentre l'SS Venture sta finalmente salpando, Jack scopre che Ann è stata rapita dagli indigeni. Nel villaggio, la ragazza viene legata oltre la muraglia dai nativi. La ciurma di Englehorn arriva sparando agli indigeni ma ormai è troppo tardi: Carl vede esterrefatto che Ann è stata portata via da Kong, un gigantesco gorilla alto 8 metri.
Englehorn concede a Jack e a Carl un giorno di tempo per ritrovarla. Nel frattempo Ann, in mano a Kong, nota che gli scheletri delle donne offerte in sacrificio prima di lei indossano una caratteristica collana che la strega le ha legato al collo. Kong però quando la vede se ne innamora e la porta con sé nella giungla dell'Isola. Englehorn organizza un gruppo di uomini tra i quali ci sono, oltre a Jack e Carl, il primo ufficiale Hayes, l'eccentrico Lumpy (il cuoco di bordo), Choy (un altro marinaio), Jimmy (un giovane emarginato che si era clandestinamente imbarcato quattro anni prima), Herb, Preston e Baxter per ritrovare Ann e, convinto da Denham, catturare il gigantesco primate. Arrivati in un canyon, il gruppo si dà alla fuga da un branco di Brontosaurus baxteri impazziti cacciati da dei feroci Venatosauri. Tre marinai vengono uccisi involontariamente dagli enormi dinosauri: uno calpestato, uno schiacciato contro una parete e l'ultimo spinto giù da un dirupo in cui cade assieme ad un paio dei grossi animali; Herb invece viene divorato dai Venatosauri dal momento che a parte Carl, che cerca di aiutarlo ma non può uccidere gli animali in quanto senza pistola, nessuno si accorge di lui. Intanto, Ann si libera dalla presa di Kong e per non farsi attaccare, intrattiene il titanico primate eseguendo trucchi e mosse di danza. Kong non la uccide quando ella si rifiuta di continuare, così si limita ad abbandonarla. Nel frattempo, arrivati a una palude, Bruce Baxter decide di tornare indietro con un paio di marinai.
Il gruppo di sopravvissuti arriva su un enorme tronco posto sopra un dirupo. Qui Kong uccide Hayes schiantandolo di sotto, dopodiché muovendo il tronco per sradicarlo dalla roccia fa precipitare Choy che muore, e poi fa cadere i restanti avventurieri nell'abisso, tranne Preston, che riesce a scappare dal tronco prima che precipiti aggrappandosi a delle liane. Kong poi torna in tempo da Ann e la salva sconfiggendo tre Vastatosauri, immaginari eredi dei Tirannosauri e poi porta Ann nella sua tana, sul picco di una montagna. Nella gola intanto, gli unici sopravvissuti (Lumpy, Jack, Jimmy, Carl e un marinaio) si riprendono e vengono attaccati da dei mostruosi insetti giganti: Lumpy viene brutalmente divorato da alcune Carnictis, sanguisughe giganti, mentre tenta di difendere il cadavere del suo amico Choy che non era riuscito a salvare prima che precipitasse, ed un marinaio da un Deplector (granchio gigantesco). Jack, Carl e Jimmy invece, cercano a stento di resistere ai Weta-rex (delle raccapriccianti cavallette giganti). I tre sopravvissuti vengono salvati da Englehorn e Baxter, che alla fine mostra del coraggio. Una volta tirati fuori dal dirupo, Jack prosegue da solo nella giungla per ritrovare Ann.
Jack raggiunge la tana del gorilla e ritrova Ann, che viene liberata mentre Kong combatte contro un branco di Terapusmordax, dei pipistrelli giganti. Afferrando una delle bestie alate, Jack e Ann fuggono dalla tana di Kong e si tuffano in un fiume, raggiungendo la muraglia gigante. Un furibondo Kong riesce a penetrare il muro, ma Carl ha fatto posizionare uno stratagemma, cosicché anche Kong viene legato a terra, ma vedendo Ann trascinata via da Jack, si libera e inizia a inseguirli uccidendo dei marinai, ma Carl gli tende un tranello e gli scaraventa in faccia una bottiglia di cloroformio, addormentandolo.
Tornati a New York, durante il periodo natalizio, Carl presenta il gigantesco gorilla a Broadway con il nome di "King Kong, l'ottava meraviglia del mondo". Baxter ha la parte dell'eroe, come convenuto, mentre Ann è diventata una ballerina anonima di un altro teatro, poiché ha rifiutato di partecipare allo spettacolo di Denham (così viene rimpiazzata da una controfigura). Infuriato dagli scatti delle macchine fotografiche dei giornalisti, Kong si libera dalle sue catene e inizia a sgominare ogni cosa che incontra nel suo cammino. Il gigantesco gorilla riconosce Jack (avendolo precedentemente identificato come il suo “rivale” per l’amore di Ann) e lo insegue per le strade della metropoli, seminando panico e distruzione nel tentativo di ucciderlo definitivamente. Si ferma quando Ann lo raggiunge e si lascia portare con lui. Ann e Kong passano un momento pacifico sul laghetto ghiacciato di Central Park, quando vengono improvvisamente interrotti dal fuoco dell'esercito americano. Kong si arrampica sull'Empire State Building, dove si scontra con i biplani dell'esercito. Nonostante riesca ad abbatterne alcuni, Kong alla fine soccombe e dopo aver guardato per l'ultima volta la sua amata Ann, si lascia cadere nel vuoto. Poco dopo, Ann viene raggiunta da Jack, mentre giù a terra i giornalisti circondano il corpo di Kong. Dopo che un uomo sostiene che siano stati gli aeroplani ad uccidere Kong, Carl Denham li smentirà dicendo che non sono stati loro, ma che "è stata la bella ad uccidere la bestia".

## Produzione
(Il regista Peter Jackson sul film)

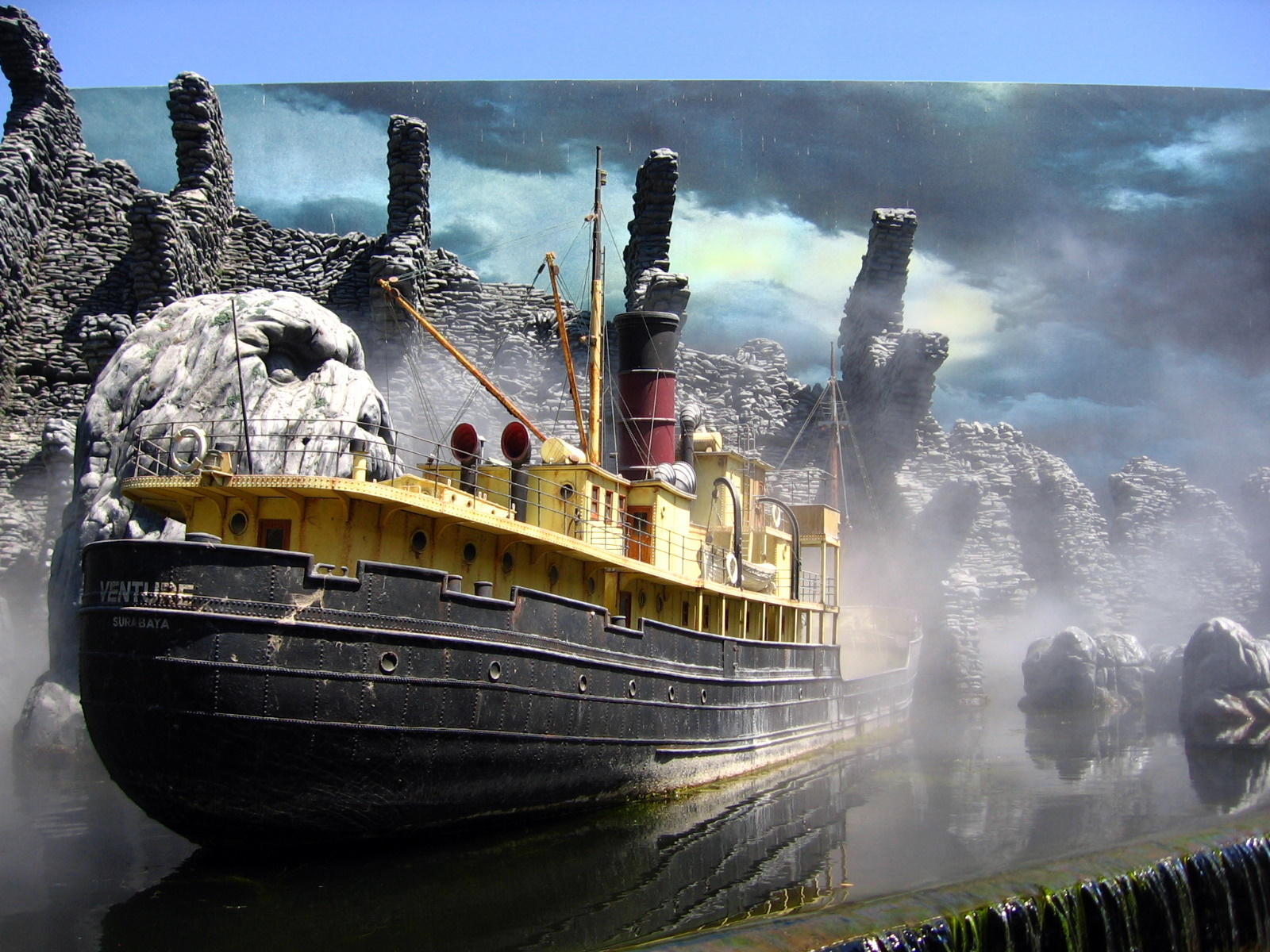
Set della Venture

La pre-produzione del film è iniziata a gennaio 2004 mentre le riprese del film sono iniziate il 6 settembre 2004 e si sono concluse il 22 marzo 2005; molti set del film sono stati girati in Nuova Zelanda, mentre gli interni sono stati realizzati negli studi della Universal Pictures in California; per molte scene interne è stata utilizzata la tecnologia green screen come era già accaduto con la trilogia de Il Signore degli Anelli. Il budget del film è stato di circa 207 milioni di dollari.
Cast
• Naomi Watts nei panni di Ann Darrow, un'attrice di vaudeville in difficoltà che ha un disperato bisogno di lavoro. Carl la incontra per la prima volta quando cerca di rubare una mela da un banco di frutta e le offre la parte nel suo film. Più avanti nel viaggio, si innamora di Jack e forma una relazione speciale con Kong.
• Andy Serkis nei panni di Kong , un gorilla silverback preistorico di 7,6 m che ha circa 100-150 anni. È l'ultimo della sua specie, il Megaprimatus kong, e discendente evolutivo del Gigantopithecus (o secondo alcuni, il possibile discendente del Chororapithecus). Serkis interpreta anche in carne ed ossa Lumpy, cuoco, barbiere e chirurgo della nave.
• Adrien Brody nei panni di Jack Driscoll, uno sceneggiatore e drammaturgo che si innamora di Ann. Diventa inconsapevolmente parte del viaggio quando viene deliberatamente ritardato da Denham, suo amico, prima che possa scendere dalla Venture. È l'unico membro dell'equipaggio che concorda con Ann sul fatto che Kong dovrebbe essere lasciato in pace.
• Jack Black nei panni di Carl Denham, un regista che ha ottenuto la mappa per Skull Island. A causa dei suoi debiti, Carl inizia a perdere la sua bussola morale ed è ossessionato dal suo film al punto da ignorare la sicurezza propria e dei suoi stessi compagni.
• Thomas Kretschmann nei panni del Capitano Englehorn, il capitano tedesco della Venture. Englehorn mostra antipatia per Denham, presumibilmente a causa della sua natura ossessiva e avida.
• Colin Hanks nei panni di Preston, l'assistente personale nevrotico ma onesto di Denham.
• Jamie Bell nei panni di Jimmy, un adolescente ingenuo che è stato trovato sulla Venture, selvaggio e abbandonato.
• Evan Parke nei panni di Benjamin "Ben" Hayes, primo ufficiale di Englehorn e mentore di Jimmy, che guida la missione di salvataggio di Ann grazie al suo addestramento militare e all'esperienza di combattimento acquisita durante la prima guerra mondiale.
• Lobo Chan nei panni di Choy, il migliore amico di Lumpy e custode della Venture.
• Kyle Chandler nei panni di Bruce Baxter, un attore specializzato in film d'avventura. Abbandona la missione di salvataggio di Ann, ma porta Englehorn a salvare il gruppo di ricerca dalla fossa degli insetti, e gli viene attribuito il merito di aver salvato Ann durante l'esibizione di Kong a Broadway.
• John Sumner nei panni di Herb, il fedele cameraman di Denham.
• Craig Hall nei panni di Mike, il tecnico del suono di Denham per il viaggio.
• William Johnson nei panni di Manny, un anziano attore vaudevilliano e collega di Darrow.
• Mark Hadlow nei panni di Harry, un attore vaudevilliano in difficoltà.
Jed Brophy e Todd Rippon sono apparsi nel film come membri della troupe. Inoltre, il regista Peter Jackson e il celebre truccatore Rick Baker appaiono in un cameo come pilota e mitragliere sull'aereo che uccide Kong; i suoi figli appaiono come bambini di New York; il co-produttore de Il Signore degli Anelli Rick Porras e il regista di Le ali della libertà Frank Darabont appaiono come artiglieri negli altri aeroplani, e Bob Burns e sua moglie appaiono come spettatori dello spettacolo di Denham. 
Naomi Watts, Jack Black e Adrien Brody furono da subito le prime scelte per i loro rispettivi ruoli senza considerare altri attori. In preparazione per il suo ruolo, Watts incontrò anche Fay Wray, l'originale interprete di Ann nel film del 1933. Jackson voleva che Wray facesse un'apparizione e pronunciasse l'ultima battuta del film, ma l'attrice morì durante la pre-produzione a 96 anni. Black invece fu scelto per il ruolo di Carl Denham sulla base della sua interpretazione nel film Alta fedeltà, che aveva impressionato Jackson. Per il ruolo, Black si ispirò al comportamento dell'imprenditore PT Barnum e del regista Orson Welles: "Non ho studiato [Welles] mossa per mossa. Era solo per catturarne lo spirito. Ragazzo molto spericolato. Avevo delle registrazioni di lui ubriaco da pazzi". I nativi dell'Isola del Teschio vennero interpretati da un mix di attori asiatici, africani, maori e polinesiani tutti camuffati con un trucco scuro per ottenere una pigmentazione della pelle uniforme.
Colonna sonora
La colonna sonora è stata composta da James Newton Howard.
Pochissimi mesi prima dell'uscita del film l'autore delle musiche originariamente scritturato, il compositore canadese Howard Shore, vincitore del premio Oscar per due degli episodi della trilogia de Il Signore degli Anelli sempre ad opera di Jackson, venne improvvisamente sostituito per volontà della casa di produzione da Newton Howard, nonostante la sua partitura fosse stata già completamente scritta. Al compositore venne comunque dato un cameo fisico nel film come il direttore del teatro di New York dove viene esibito Kong.
Poco o nulla è trapelato sulle ragioni della sostituzione, salvo che la musica di Shore era parsa troppo "intellettuale" e poco consona alle molte scene d'azione del film. La colonna sonora definitiva fu distribuita in versione parziale su CD, prodotta dall'etichetta Decca Records. Al momento della distribuzione non era dato sapere se anche la partitura respinta di Shore venisse commercializzata in futuro.

### Effetti speciali
Per conferire i movimenti in digitale a Kong, Andy Serkis utilizzò la tecnologia del motion capture, la stessa usata dall'attore nella trilogia de Il Signore degli Anelli per interpretare Gollum.

## Distribuzione

### Edizione home video
Contemporaneamente all'uscita del film nelle sale, è stato distribuito sul mercato DVD un cofanetto contenente i "production diaries".
Il 29 marzo 2006, distribuito da Universal, è uscito il DVD del film in duplice edizione: quella a doppio disco, ricca di contenuti extra (i post-production diaries, un documentario su Skull Island e uno sulla New York del 1933), e quella a disco singolo. Nel 2007 è stata messa in commercio la versione ad alta definizione del film in HD DVD.
Successivamente è stata pubblicata anche l'edizione estesa, con nuove scene mai viste al cinema, come era successo nei precedenti film di Peter Jackson nella trilogia de Il Signore degli Anelli.

#### Edizione estesa
- Il viaggio della Venture verso l'Isola del Teschio presenta molte scene tagliate o accorciate: Ann scopre in un armadio il vestito dell'attrice scritturata prima di lei, il ballo tra Ann e Jimmy, lo scontro verbale tra Denham e Preston, un dialogo tra Englehorn e Hayes sull'effettiva destinazione della nave, Denham che legge la sceneggiatura del film in presenza di Jack, Herb che sistema la sua gamba di legno e racconta a Bruce Baxter l'incidente in cui l'ha persa.
- La troupe di Denham approda con le scialuppe davanti all'antro di una caverna lungo la costa e il regista dirige una scena in cui Ann vede qualcosa di spaventoso e grida (citazione del film originale). Al grido di Ann risponde l'urlo feroce di Kong che spaventa i presenti e Bruce Baxter chiede se sia una buona idea esplorare l'isola.
- Nella scena in cui l'equipaggio della Venture getta in mare tutti gli oggetti e gli arredamenti della nave per alleggerirne il peso, Choy prende la telecamera di Denham e si verifica una colluttazione tra il regista e Englehorn, con quest'ultimo che cerca di gettare in mare la telecamera del regista.
- Gli uomini partiti al salvataggio di Ann si addentrano in una giungla e all'improvviso appare un Ferrucutus (dinosauro ceratopside, discendente del Triceratops, con il cranio simile a quello del Pachyrhinosaurus) ed incorna e scaglia uomini per l'aria ma poi viene abbattuto dalle mitragliatrici. Questo dinosauro farà solo una piccola comparsa più avanti all'interno del film, più precisamente quando si trova sul fiume della tana di Kong a bere e osserva Kong che si arrampica sul suo picco.
- Il gruppo di soccorso è diviso in due zattere che percorrono il fiume ed ecco che dall'acqua escono dei scorpion  pede  una specie di euripteridi; il gruppo cerca di lanciare delle rocce addosso a loro per ucciderli, ma battono subito in ritirata. Poi dall'acqua esce un Piranhadon (un'anguilla gigantesca) che divora alcuni uomini e fa finire Jack in acqua ma egli si salva, insieme a Jack, Lumpy e gli altri.
- Nella giungla un nervoso Lumpy avverte una presenza avvicinarsi al gruppo e le spara con la mitragliatrice. Il gruppo va a controllare e scopre un animale simile ad un moa (chiamato Brutornis) a terra ferito (forse stava dando la caccia agli uomini e Lumpy  deve aver salvato il suo gruppo) e Lumpy lo finisce, sparandogli in testa.
- In una breve scena, ambientata nella giungla, Jimmy e Hayes rivelano i trascorsi nell'esercito di quest'ultimo a Jack ed Hayes li assicura che ritroveranno Ann.
- La scena all'interno del crepaccio con gli insetti giganti è più lunga.
- All'interno del villaggio Kong distrugge un'abitazione in pietra degli indigeni.
- Kong rovescia un camion militare mentre è in fuga a New York.

## Accoglienza

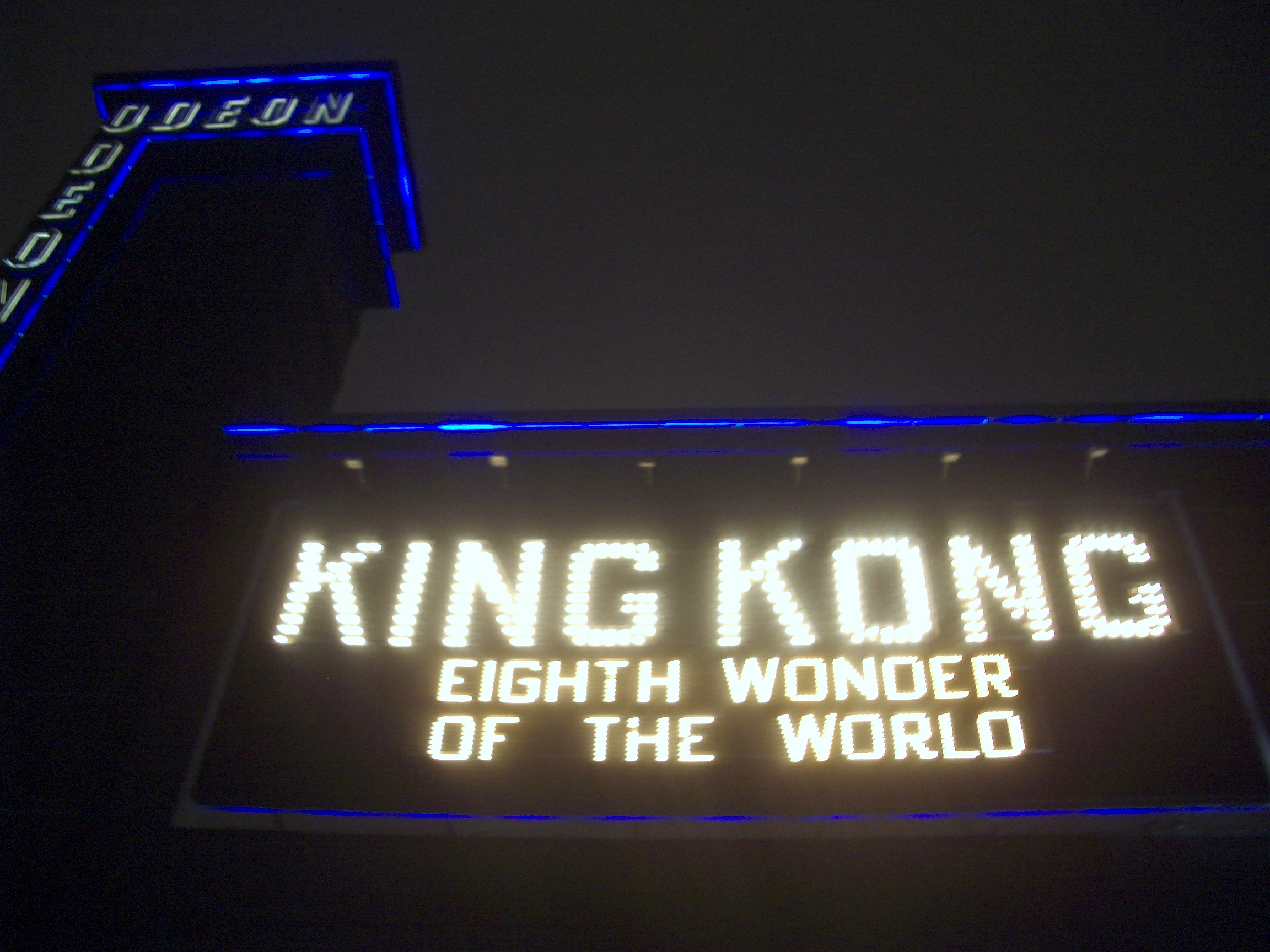
Titolo del film durante l'anteprima all'Odeon Leicester Square

### Incassi
Il film ha avuto un ottimo successo incassando complessivamente 556906378 $, di cui 218080025 $ in Nordamerica e 10920325 $ in Italia,e posizionandosi al 5º posto nella classifica dei film più visti nel 2005.

### Critica
Il film ha ottenuto un'ottima percentuale di critiche. Jackson si è rivelato un imitatore degli anni trenta del Novecento pari all'imitatore che è stato dell'universo tolkieniano nei film tratti da Il Signore degli Anelli.
Su Rotten Tomatoes il film ha un indice di gradimento dell'84%, basato su 268 recensioni e con un voto medio di 7,7/10; il consenso critico del sito web recita: "Dotato di effetti speciali all'avanguardia, performance fantastiche e un maestoso senso dello spettacolo, il remake di King Kong di Peter Jackson è una potente epopea fedele allo spirito dell'originale del 1933".
Su Metacritic, il film ha un punteggio di 81 su 100, basato sul parere di 39 critici, che indica "un plauso universale".
È stato inserito nelle liste "top ten" di diversi critici. Alcuni hanno criticato il film per aver mantenuto gli stereotipi razzisti che erano stati presenti nel film del 1933, anche se non è stato suggerito che Jackson lo avesse fatto intenzionalmente.
Nel 2008, la rivista Empire ha inserito King Kong nella lista dei 500 migliori film della storia.

## Riconoscimenti
- 2006 - Premio Oscar
  - Miglior sonoro a Mike Hopkins e Ethan Van der Ryn
  - Miglior montaggio sonoro a Christopher Boyes, Hammond Peek, Michael Hedges e Michael Semanick
  - Migliori effetti speciali a Joe Letteri, Brian Van't Hul, Christian Rivers e Richard Taylor
  - Candidatura Migliore scenografia a Grant Major, Dan Hennah e Simon Bright
- 2006 - Golden Globe
  - Candidatura Miglior regia a Peter Jackson
  - Candidatura Miglior colonna sonora a James Newton Howard
- 2006 - Premio BAFTA
  - Migliori effetti speciali a Joe Letteri, Brian Van't Hul, Christian Rivers e Richard Taylor
  - Candidatura alla migliore scenografia a Grant Major
  - Candidatura al miglior sonoro a Christopher Boyes, Hammond Peek, Mike Hopkins e Ethan Van der Ryn
- 2006 - Saturn Award
  - Migliore regia a Peter Jackson
  - Miglior attrice a Naomi Watts
  - Migliori effetti speciali a Joe Letteri, Brian Van't Hul, Christian Rivers e Richard Taylor
  - Candidatura al miglior film fantasy
  - Candidatura al migliore sceneggiatura a Peter Jackson, Fran Walsh e Philippa Boyens
  - Candidatura ai migliori costumi a Terry Ryan
  - Candidatura al miglior trucco a Richard Taylor, Gino Acevedo, Dominie Till e Peter King
- 2005 - Chicago Film Critics Association
  - Candidatura al miglior film
  - Candidatura alla migliore regia a Peter Jackson
  - Candidatura alla miglior attrice protagonista a Naomi Watts
  - Candidatura alla migliore fotografia ad Andrew Lesnie
  - Candidatura alla miglior colonna sonora a James Newton Howard
- 2006 - Empire Awards
  - Miglior film
  - Candidatura al miglior film sci-fi/fantasy
  - Candidatura alla migliore regia a Peter Jackson
  - Candidatura al miglior attore ad Andy Serkis
  - Candidatura alla miglior attrice a Naomi Watts
- 2006 - Kansas City Film Critics Circle Awards
  - Premio Vince Koehler per il miglior film di fantascienza, fantasy o horror
- 2005 - Las Vegas Film Critics Society
  - Migliore fotografia ad Andrew Lesnie
  - Migliore scenografia a Simon Bright e Dan Hennah
  - Migliori costumi a Terry Ryan
  - Miglior montaggio a Jamie Selkirk
  - Migliori effetti speciali a Joe Letteri, Brian Van't Hul, Christian Rivers e Richard Taylor
  - Candidatura al miglior film
- 2006 - MTV Movie Award
  - Candidatura al miglior film
  - Candidatura al miglior combattimento (King Kong contro gli aeroplani)
- 2006 - Critics' Choice Awards
  - Candidatura al miglior film
  - Candidatura alla migliore regia a Peter Jackson
- 2006 - London Critics Circle Film Award
  - Attrice dell'anno a Naomi Watts
  - Candidatura al film dell'anno
  - Candidatura al regista dell'anno a Peter Jackson
- 2005 - National Board of Review Awards
  - Premio speciale per gli effetti speciali
- 2005 - Phoenix Film Critics Society Awards
  - Migliore scenografia a Grant Major
  - Migliori effetti speciali a Joe Letteri, Brian Van't Hul, Christian Rivers e Richard Taylor
- 2005 - San Diego Film Critics Society Award
  - Miglior film
- 2006 - Scream Award
  - Miglior remake
  - Candidatura al miglior film fantasy
  - Candidatura Scream Queen a Naomi Watts
- 2005 - Southeastern Film Critics Association Awards
  - Candidatura al miglior film
- 2006 - Teen Choice Awards
  - Candidatura al miglior combattimento (King Kong contro i T-Rex)
  - Candidatura al miglior film d'azione/avventura
  - Candidatura alla miglior forma (King Kong)
  - Candidatura al miglior squallido a Jack Black
- 2005 - Visual Effects Society Award[14]
  - Miglior personaggio animato (King Kong) ad Andy Serkis, Christian Rivers, Atsushi Satō e Guy Williams
  - Miglior ambiente creato (Per l'attacco a New York) a Dan Lemmon, R. Christopher White, Matt Aitken e Charles Tait
  - Migliori effetti speciali a Joe Letteri, Brian Van't Hul, Christian Rivers e Richard Taylor
  - Candidatura al miglior compositing (Per la lotta con il T-Rex) a Erik Winquist, Michael Pangrazio, Steve Cronin e Suzanne Jandu
- 2006 - AFI Award
  - Film dell'anno
- 2006 - American Society of Cinematographers
  - Candidatura alla migliore fotografia ad Andrew Lesnie
- 2006 - ASCAP Award
  - Top Box Office Films a James Newton Howard
- 2006 - AACTA Award
  - Candidatura alla migliore attrice internazionale a Naomi Watts
- 2005 - Dallas-Fort Worth Film Critics Association Award
  - Candidatura al miglior film
  - Candidatura alla miglior regia a Peter Jackson
- 2005 - Hollywood Film Award
  - Scenografo dell'anno a Grant Major
- 2007 - Huabiao Awards
  - Candidatura al miglior film straniero
- 2006 - Golden Reel Award
  - Candidatura al miglior montaggio sonoro (Colonna sonora) a Jim Weidman e Peter Myles
  - Candidatura al miglior montaggio sonoro in un film straniero
- 2006 - Vancouver Film Critics Circle
  - Candidatura alla migliore attrice a Naomi Watts
- 2006 - Art Directors Guild
  - Candidatura alla migliore scenografia a Grant Major, Dan Hennah, Simon Bright, Joe Bleakley, Simon Harper, David Cook e Jacqui Allen
- 2005 - Awards Circuit Community Awards
  - Migliori effetti visivi
  - Candidatura al miglior film a Jan Blenkin, Carolynne Cunningham, Peter Jackson e Fran Walsh
  - Candidatura alla miglior attrice protagonista a Naomi Watts

- 2006 - Cinema Audio Society
  - Candidatura al miglior sonoro a Christopher Boyes, Michael Semanick, Michael Hedges e Hammond Peek
- 2006 - Fangoria Chainsaw Awards
  - Candidatura ai migliori effetti speciali
  - Candidatura al miglior eroe (King Kong)
  - Candidatura alla miglior scena di sangue (King Kong contro i T-Rex)
  - Candidatura al miglior body count
- 2006 - Gold Derby Awards
  - Miglior montaggio sonoro
  - Migliori effetti visivi a Joe Letteri, Brian Van't Hul, Christian Rivers e Richard Taylor
  - Candidatura alla miglior regia a Peter Jackson
  - Candidatura alla miglior attrice protagonista a Naomi Watts
  - Candidatura alla miglior scenografia a Grant Major, Dan Hennah e Simon Bright
  - Candidatura alla miglior fotografia a Andrew Lesnie
  - Candidatura ai migliori costumi a Terry Ryan
  - Candidatura al miglior montaggio a Jamie Selkirk
  - Candidatura al miglior trucco/acconciature a Rick Findlater
  - Candidatura alla miglior colonna sonora originale a James Newton Howard
- 2005 - Golden Schmoes Awards
  - Migliori effetti speciali
  - Miglior sequenza d'azione (Kong contro i T-Rex)
  - Candidatura al miglior film
  - Candidatura alla miglior regia a Peter Jackson
  - Candidatura al film più sottovalutato dell'anno
  - Candidatura alla miglior attrice a Naomi Watts
  - Candidatura al personaggio più cool (Kong)
  - Candidatura alla miglior colonna sonora
  - Candidatura al miglior trailer
  - Candidatura alla scena più memorabile (Kong contro i T-Rex)
  - Candidatura alla scena più memorabile (Kong in cima allEmpire State Building)
- 2006 - Hollywood Post Alliance
  - Candidatura alla miglior classificazione del colore a David Cole e Weta Digital
  - Candidatura alla miglior composizione a Erik Winquist, Charles Tait, Johan Åberg, G.G. Heitmann Demers e Weta Digital
- 2006 - International Cinephile Society Awards
  - Miglior attrice a Naomi Watts
  - Candidatura alla miglior scenografia a Grant Major
- 2005 - International Film Music Critics Award
  - Miglior colonna sonora originale in un film d'azione/di avventura a James Newton Howard
  - Candidatura alla colonna sonora dell'anno a James Newton Howard
- 2006 - International Online Cinema Awards
  - Miglior attrice a Naomi Watts
  - Migliori effetti visivi
  - Miglior scenografia a Grant Major, Dan Hennah e Simon Bright
  - Miglior montaggio sonoro a Christopher Boyes, Michael Semanick, Michael Hedges e Hammond Peek
  - Candidatura al miglior film
  - Candidatura alla miglior regia a Peter Jackson
  - Candidatura alla miglior fotografia a Andrew Lesnie
  - Candidatura ai migliori costumi a Terry Ryan
  - Candidatura al miglior trucco e acconciature
  - Candidatura alla miglior colonna sonora originale a James Newton Howard
  - Candidatura al miglior montaggio sonoro a Ethan Van der Ryn e Mike Hopkins
- 2006 - Italian Online Movie Awards
  - Migliori effetti speciali
  - Candidatura alla miglior attrice protagonista a Naomi Watts
  - Candidatura alla miglior scenografia
  - Candidatura ai migliori costumi
- 2007 - Jupiter Award
  - Miglior regista internazionale a Peter Jackson
- 2006 - Jupiter Award
  - Candidatura alla miglior attrice internazionale a Naomi Watts
- 2006 - MTV Movie Awards, Russia
  - Candidatura al miglior film internazionale
- 2006 - Online Film & Television Association
  - Miglior scenografia a Grant Major, Joe Bleakley, Simon Bright e Dan Hennah
  - Miglior montaggio sonoro a Christopher Boyes, Michael Semanick, Michael Hedges e Hammond Peek
  - Miglior montaggio negli effetti sonori a Mike Hopkins e Ethan Van der Ryn
  - Migliori effetti visivi a Joe Letteri, Brian Van't Hul, Christian Rivers e Richard Taylor
  - Candidatura alla miglior attrice a Naomi Watts
  - Candidatura alla miglior colonna sonora originale a James Newton Howard
  - Candidatura alla miglior fotografia a Andrew Lesnie
  - Candidatura ai migliori costumi a Terry Ryan
  - Candidatura al miglior trucco e acconciature a Gino Acevedo, Rick Findlater, Peter King, Richard Taylor e Dominie Till
  - Candidatura alla miglior sequenza di titoli
  - Candidatura al miglior momento cinematico (La battaglia del T-Rex)
  - Candidatura al miglior website ufficiale
- 2006 - Online Film Critics Society Award
  - Candidatura alla migliore regia a Peter Jackson
  - Candidatura alla migliore attrice a Naomi Watts
  - Candidatura alla miglior colonna sonora a James Newton Howard
- 2005 - Rondo Hatton Classic Horror Awards
  - Miglior film a Peter Jackson
- 2006 - Russian National Movie Awards
  - Candidatura al miglior successo
- 2005 - St. Louis Film Critics Association
  - Miglior fotografia o effetti speciali/visivi a Joe Letteri, Brian Van't Hul, Christian Rivers e Richard Taylor
  - Candidatura alla miglior regia a Peter Jackson
- 2005 - Stinkers Bad Movie Awards
  - Candidatura alla colonna sonora più invadente a James Newton Howard
  - Candidatura al film più sottovalutato
- 2005 - Toronto Film Critics Association Awards
  - Premio Speciale ad Andy Serkis (Per il suo contributo nella realizzazione di King Kong)
- 2006 - World Soundtrack Awards
  - Candidatura alla miglior colonna sonora dell'anno a James Newton Howard
  - Candidatura al compositore dell'anno a James Newton Howard

## Altri media

### Videogioco
Nel 2005 è uscito il videogioco ufficiale del film, Peter Jackson's King Kong: The Official Game of the Movie, sviluppato da Ubisoft e pubblicato per PlayStation 2, Xbox, GameCube, Microsoft Windows, Xbox 360, PlayStation Portable, Nintendo DS e Game Boy Advance.

### Libri e fumetti
Il film ha avuto un'omonima trasposizione letteraria, scritta da Christopher Golden e pubblicata da Pocket Star Books il 13 dicembre 2005.
Il 25 marzo 2005 è stato pubblicato un romanzo prequel del film intitolato King Kong: The Island of the Skull, scritto da Matthew Costello e pubblicato anch'esso da Pocket Star. Il libro documenta le vite dei personaggi principali prima degli eventi della pellicola, e introduce il personaggio originale Sam Kelley, colui che disegnò la mappa dell'isola del teschio trovata nel film.
Nel novembre 2005, Weta Workshop ha pubblicato The World of Kong: A Natural History of Skull Island, una guida immaginaria sulla storia, flora e fauna dell'Isola del Teschio. Lo stesso anno furono pubblicati diversi libri per bambini basati sul film: Kong's Kingdom (di Julia Simon-Kerr, Peter Bollinger e Robert Papp), The Search for Kong (di Catherine Hapka, Peter Bollinger e Robert Papp), Meet Kong and Ann (scritto da Jennifer Frantsz e illustrato da Peter Bollinger e Robert Papp), Escape from Skull Island e King Kong: The Junior Novel (entrambi di Laura J. Burns e Melinda Metz).
Il 13 dicembre 2005 è stato pubblicato The Making of King Kong: The Official Guide to the Motion Picture, guida ufficiale sulla produzione della pellicola ad opera di Jenny Wake.
Nel 2006, Dark Horse Comics e DH Press hanno pubblicato un romanzo a fumetti basato sulla pellicola, intitolato King Kong: The 8th Wonder of the World, scritto da Christian Gossett e illustrato da Dustin Weaver.

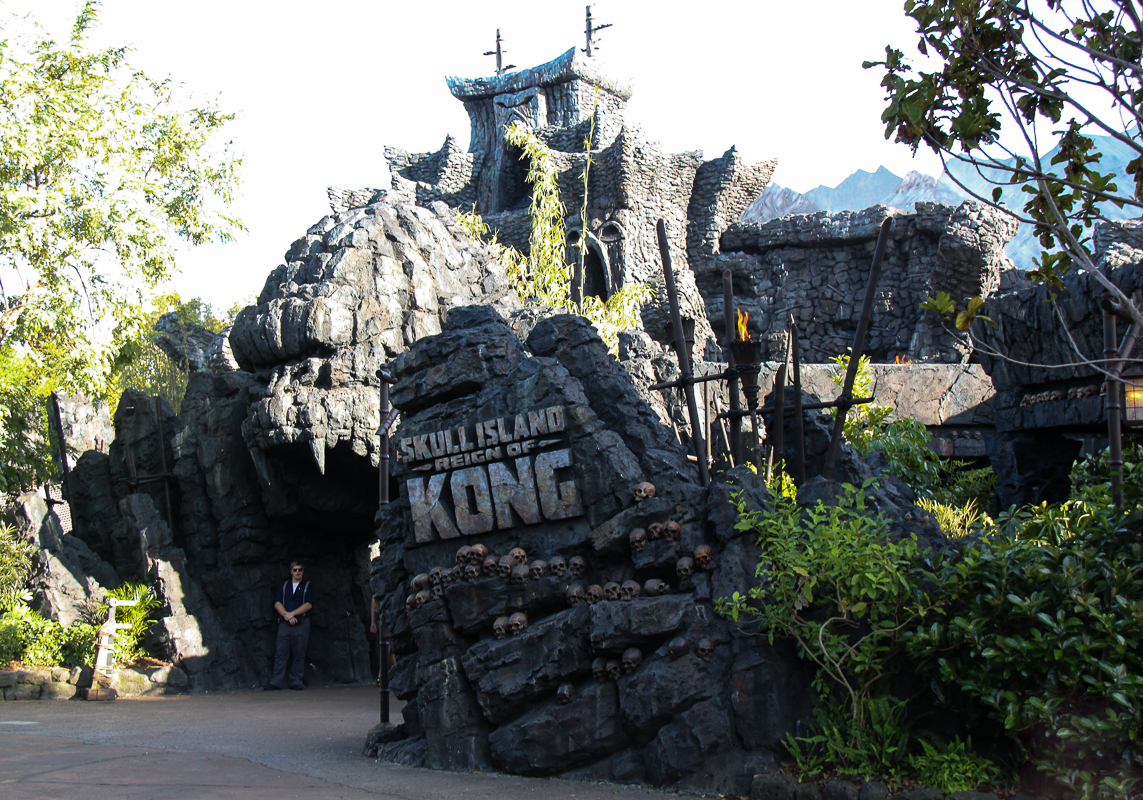
Ingresso dell'attrazione Skull Island: Reign of Kong

### Attrazioni
il 1º luglio 2010, all'interno dell Studio Tour degli Universal Studios Hollywood, è stata inaugurata un'attrazione basata sul film, chiamata King Kong: 360 3-D. Progettata da Peter Jackson e dalla Weta Digital, essa ha rimpiazzato l'attrazione King Kong Encounter (basata sul film omonimo del 1976) andata distrutta nel 2008 a causa di un incendio. L'attrazione è un simulatore 4D di una battaglia fra King Kong e dei V-Rex.
Il 13 luglio 2016 è stata inaugurata una dark ride basata sul film, chiamata Skull Island: Reign of Kong, nel parco di divertimenti Islands of Adventure dell'Universal Orlando Resort.

### Merchandising
In occasione dell'uscita del film, la Playmates ha distribuito una linea di giocattoli basata sui personaggi e le creature del film, tra cui action figure e peluche, nota come Kong - The 8th Wonder of the World, distribuita in Italia dalla Giochi Preziosi.

## Sequel e reboot
Nel marzo 2021, Adam Wingard ha rivelato in un'intervista che Peter Jackson gli propose di dirigere un sequel del film, intitolato Skull Island ("Isola del Teschio"), che tuttavia non venne mai realizzato. Ha dichiarato: «Dobbiamo tornare indietro nel tempo fino al 2013 o giù di lì, quando You're Next stava per uscire nelle sale. Non so come ma Peter Jackson è riuscito a vedere una prima versione di You’re Next e voleva che dirigessi il sequel del suo film King Kong [...] Ma questo film è stato girato alla Universal, e in qualche modo i diritti di King Kong sono finiti alla Warner Bros. Quel film è finito nel dimenticatoio.» Secondo Wingard, inizialmente Jackson aveva intenzione di ambientarlo durante la prima guerra mondiale, il che lo avrebbe quindi reso un prequel, ma poiché lo studio non sembrava interessato, lui e lo sceneggiatore Simon Barrett proposero di ambientarlo nel presente. Riguardo la sceneggiatura, affermò inoltre di averne discusso con Mary Parent, l'allora vice-presidente della Produzione Globale della Universal: 
()
Nel 2017 la Warner distribuì un reboot intitolato Kong: Skull Island, film originale su King Kong e secondo capitolo del MonsterVerse, che pertanto non possiede alcun legame con il film di Jackson. Wingard ha successivamente diretto il quarto capitolo del MonsterVerse, Godzilla vs. Kong (2021).